# Panský dům (Dolní Vlence)
Panský dům je zemědělský dvůr v Litni v okrese Beroun.. Budova čp. 285 je situována v k. ú. a obci Dolní Vlence u Litně na Ženíškově ulici, která je silnicí z Litně severně ve směru na Karlštejn. Vlastníkem a provozovatelem jsou fyzické osoby. Dům a dvůr jsou zapsány v Ústředním seznamu kulturních památek České republiky pod rejstříkovým číslem 22886/2-3352 s účinností od 3. května 1958. Od roku 2008 jsou stavby pro svou hodnotu a havarijní stav zapsány v seznamu ohrožených kulturních památek.

## Popis a historie
Panský dům je přízemní budova se sedlovou střechou. K budově domu přiléhá hospodářský dvůr. Do současnosti se dochovala budova domu v klasicistním slohu. U stavby vzhledem k její historii lze předpokládat barokní jádro, které však není doloženo stavebně historickým průzkumem. Dochovaný stav je výsledkem úprav v druhé polovině devatenáctého století. Architektura sice není složitá nebo zdobná, ale zajímavá jako doklad historie regionu a vývoje zemědělských dvorců.  Proto byl dům zapsán do seznamu kulturních památek.

## Současnost
V budově se zachovaly původní hodnotné interiéry. Z přiléhajícího velkého hospodářského dvora se po dlouholeté devastaci zachovaly toliko chlévy a stodola.
Všechny objekty jsou ve zcela zdevastovaném a havarijním stavu. Po požáru střechy je stavba vážně poškozena, zčásti nevyužita. Devastované konstrukce jsou pouze provizorně zajištěny (XII/2011). Trvající stav ukazuje, že je problémem i záchrana torz budov a jejich plnohodnotné využití.  Z výše uvedených důvodů byla stavba zapsána v seznamu ohrožených kulturních památek.

## Naučná stezka Liteň
V roce 2013 byla instalována Naučná stezka Liteň a obec Dolní Vlence se stala jejím zastavením A8. Informační panel nedaleko Panského domu informuje o historii obce. Panel připomíná i již nedochovaný zámeček, k němuž panský dům a hospodářský dvůr náležel.. Budova čp. 285 je situována v k. ú. a obci Dolní Vlence Nedaleko Panského domu je též vodárna Liteň další technická památka jako zastavení zastavení A8 její zelené stezky na okruhu z Litně do Dolních Vlenců, Bělče a zpět do Litně.

## Galerie Panského domu v Dolních Vlencích

### Pohledy na Panský dům a přiléhající dvůr

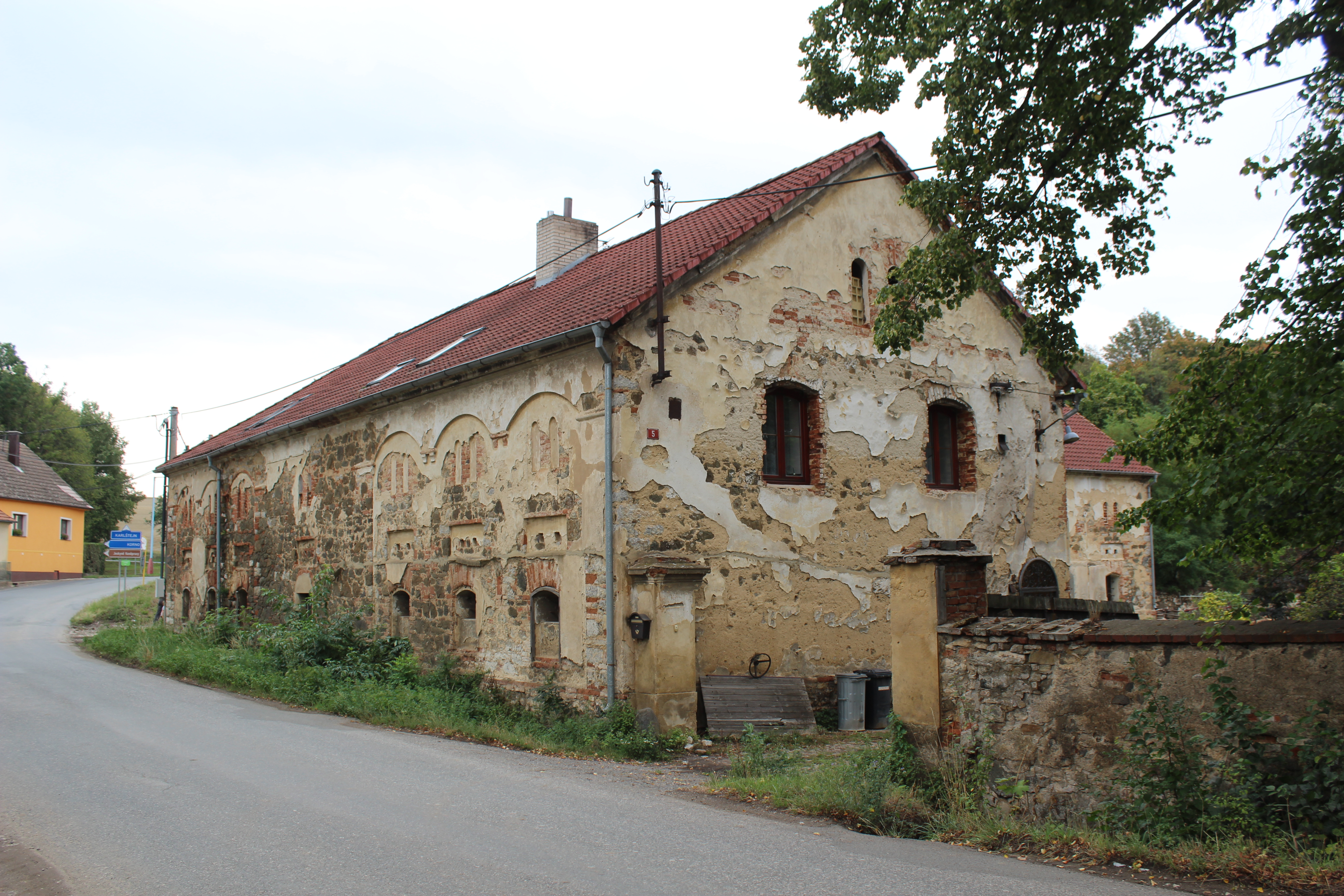
Panský dům v pohledu ze silnice na severoseverovýchod
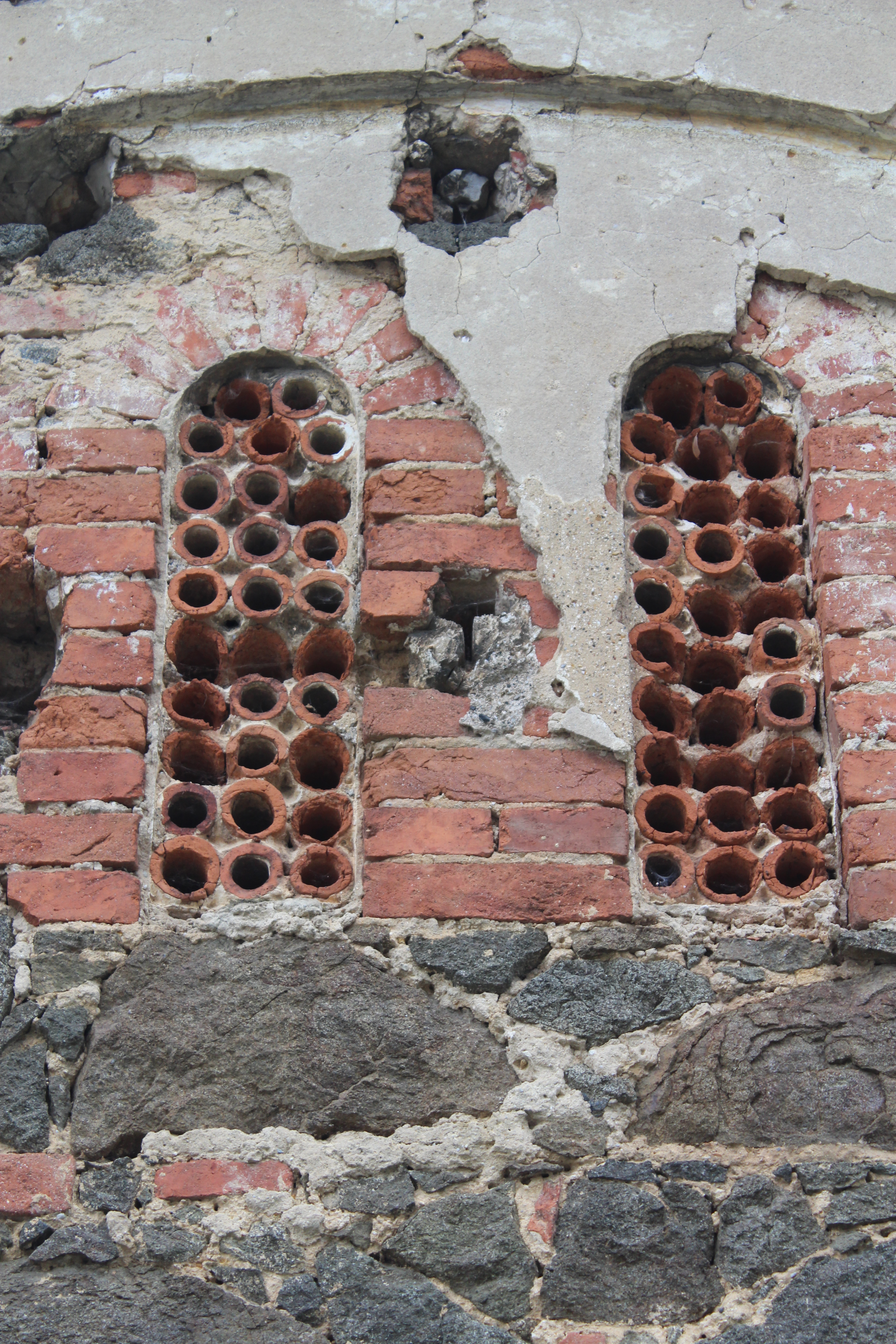
Detail větracích otvorů od silnice

### Dolní Vlence jsou zastavením Naučné stezky Liteň

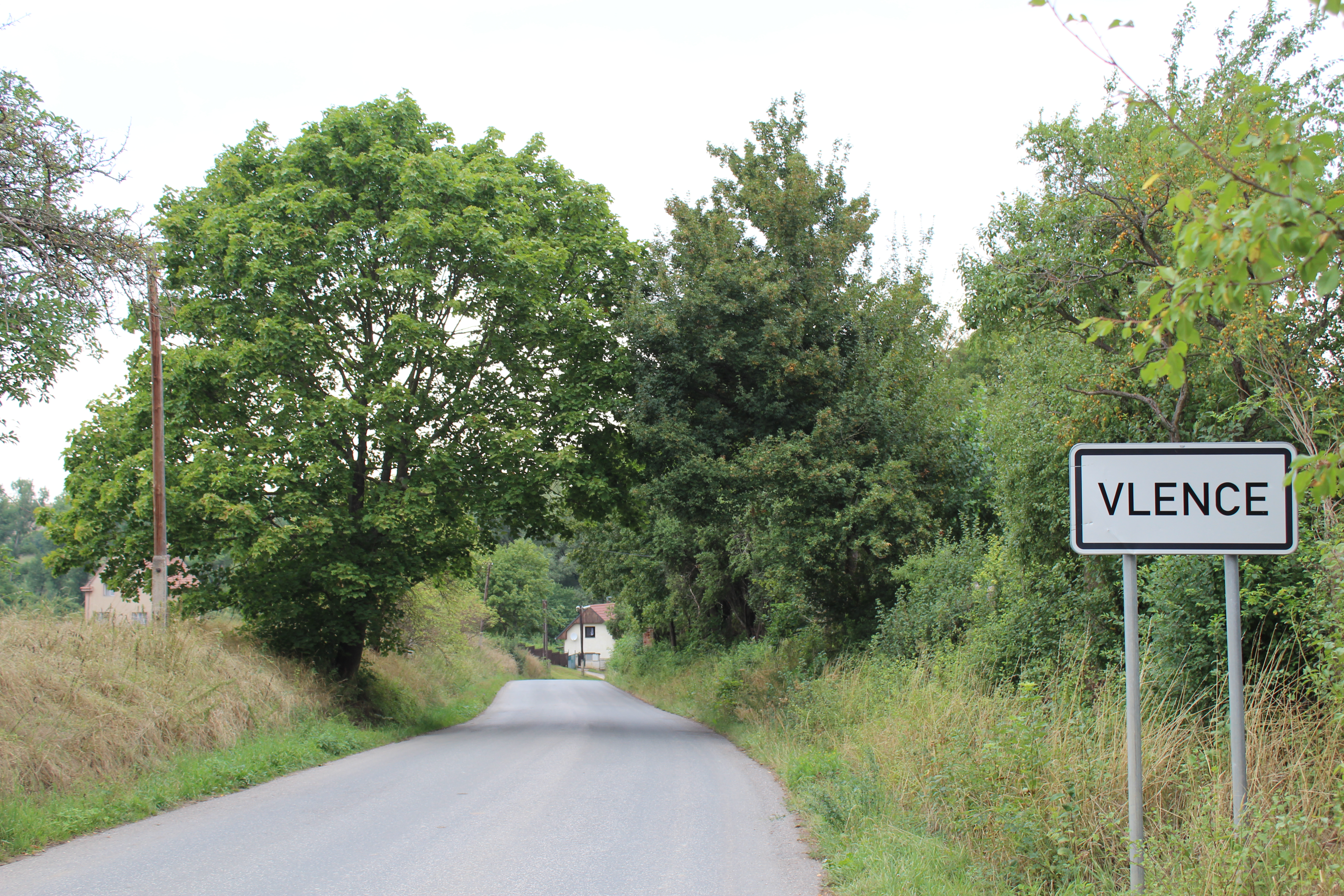
Počátek Dolních Vlenců ze silnice na sever
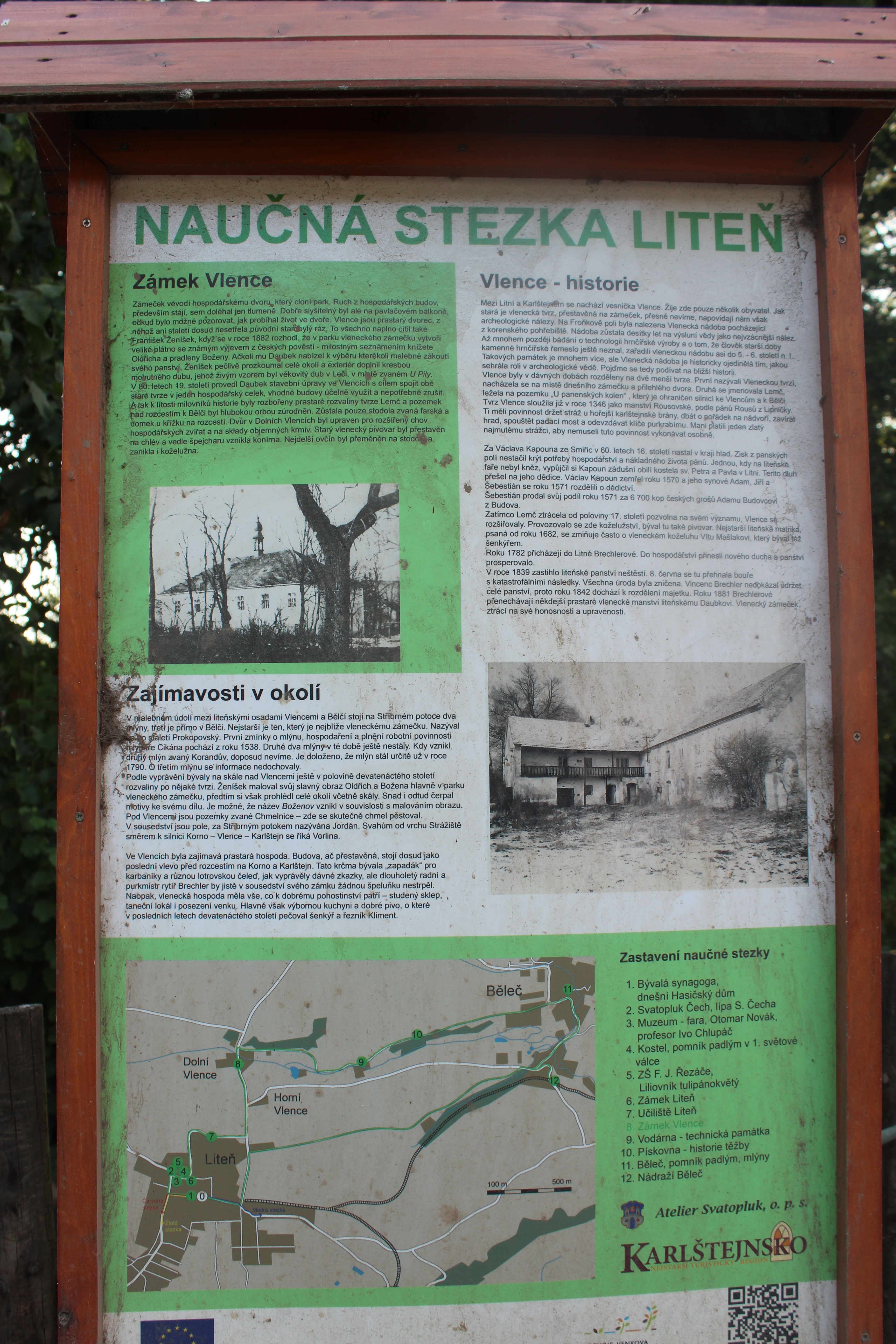
Panel zelené naučné stezky A8 – Dolní Vlence
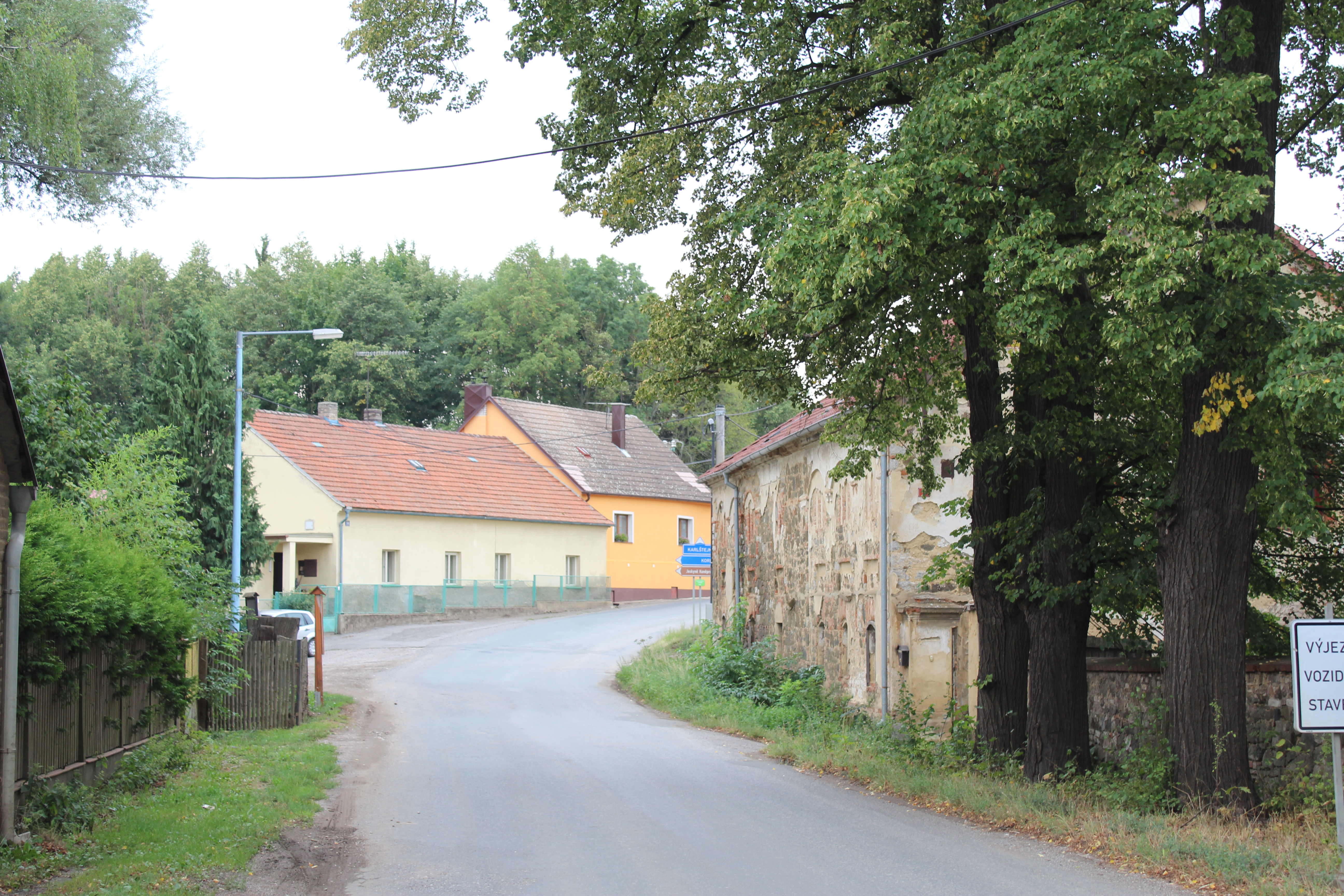
Pohled na dům a panel naučné stezky ze silnice na sever